# Myospila laevis
Myospila laevis är en tvåvingeart som först beskrevs av Stein 1900.  Myospila laevis ingår i släktet Myospila och familjen husflugor. Inga underarter finns listade i Catalogue of Life.